# Dendrobium lichenastrum
Dendrobium lichenastrum là một loài thực vật có hoa trong họ Lan. Loài này được (F.Muell.) Rolfe mô tả khoa học đầu tiên năm 1905.